# Kadiatou
Cette page présente le prénom Kadiatou ainsi que ses variantes.
Kadiatou est un prénom féminin ouest-africain.

## Étymologie
Kadiatou est l'équivalent de l'arabe Khadija, prénom de la première épouse de Mahomet.

## Popularité
Le prénom Kadiatou est en évolution croissante depuis 1973 en France :
Pour des raisons techniques, il est temporairement impossible d'afficher le graphique qui aurait dû être présenté ici.

La variante « Kadietou » est citée notamment au Burkina Faso et au Sénégal. On trouve les formes proches « Kadjetou » et « Kadijetou » surtout en Mauritanie.

## Personnalités
Le prénom Kadiatou est porté notamment par :
- Kadiatou Camara (née en 1981), athlète malienne ;
- Kadiatou Holm Keita (en) (née en 2001), chanteuse suédoise ;
- Kadiatou Kanouté (née en 1978), basketteuse malienne ;
- Kadiatou Konaté, réalisatrice et scénariste malienne ;
- Kadiatou Sissoko (née en 1999), basketteuse française ;
- Kadiatou Sow (née en 1955), femme politique malienne ;
- Kadiatou Touré (née en 1983), basketteuse malienne.

Pour l'ensemble des articles sur les personnes portant ce prénom, consulter la liste générée automatiquement.